# Учалинське міське поселення
Учали́нське міське поселення (рос. Учалинское городское поселение) — муніципальне утворення у складі Учалинського району Башкортостану, Росія. Адміністративний центр та єдиний населений пункт — місто Учали.

## Історія
До 17 грудня 2004 року Учалинській міській раді підпорядковувались Міндяцька селищна рада та Буйдинська сільська рада, так як місто Учали мало статус міста обласного підпорядкування. Після адміністративної реформи 2006 року міська рада була перейменована в міське поселення.

## Населення
Населення — 37710 осіб (2019, 37788 в 2010, 37196 в 2002).